# رضا آل نتيف
رضا كاظم آل نتيف مواليد 10 أبريل 1995، هو لاعب كرة قدم سعودي.

## مسيرة اللاعب
لعب في نادي الخليج ونادي النور.